# Indonesisk (sprog)
 For alternative betydninger, se Indonesisk. (Se også artikler, som begynder med Indonesisk)
Indonesisk eller Bahasa Indonesia er det officielle sprog i Indonesien. Det er baseret på malajisk, der har været områdets lingua franca i århundreder. Der er også nogen påvirkning fra hollandsk, den tidligere koloniherres sprog.
Ortografien var umiddelbart efter uafhængigheden i 1947 påvirket af hollandsk, men ved en retskrivningsreform i 1972 ændredes f.eks. det tidligere oe til u, men i egennavne er det ikke ualmindeligt at se den gamle stavning (Soeharto i stedet for Suharto og Jogjakarta i stedet for Yogyakarta).